# Robbie Williams (Radsportler)
Robbie Williams (* 25. Juni 1985 in Nowra) ist ein australischer Radrennfahrer.
Williams begann seine Karriere 2004 beim Cyclingnews.com. In der Saison 2006 feierte er seine beiden ersten Etappensiege bei der Canberra Tour. In der Gesamtwertung wurde er Zweiter. Von 2007 bis 2009 fuhr Williams für das australische Professional Continental Team Drapac Porsche. In seinem ersten Jahr dort gewann er das Eintagesrennen Goulburn-Sydney. Bei der Ozeanienmeisterschaft gewann er jeweils die Silbermedaille im Zeitfahren und im Straßenrennen. In der Gesamtwertung der UCI Oceania Tour 2007 belegte er dadurch den 16. Rang.

## Teams
- 2004 Cyclingnews.com
- 2007–2009 Drapac Porsche